# ساو ميغيل دوس كامبوس
سائو ميغوئل دوس كامبوس (بالبرتغالية: São Miguel dos Campos‏) هي بلدية تقع في البرازيل في ألاغواس.[بحاجة لمصدر]

## أعلام
- لوان مادسون دي بايفا